# Лофер
Лофер (нем. Lofer) — ярмарочная коммуна (нем. Marktgemeinde) в Австрии, в федеральной земле Зальцбург. Местность окружена Каменными горами (нем. Loferer Steinberge).
Входит в состав округа Целль-ам-Зе. Население составляет 1936 человек (на 31 декабря 2005 года). Согласно статистическим данным на 2015 год, численность населения возросла до 2000 человек. Занимает площадь 55.63 км². Официальный код — 5 06 10.

## Политическая ситуация
Бургомистр коммуны — Беттина Миттерер (АНП) по результатам выборов 2004 года.
Совет представителей коммуны (нем. Gemeinderat) состоит из 17 мест.
- АНП занимает 10 мест.
- АПС занимает 4 места.
- СДПА занимает 3 места.